# Kvalifikace na Mistrovství světa ve fotbale 1986 (AFC)
Kvalifikace na Mistrovství světa ve fotbale 1986 zóny AFC určila 2 účastníky finálového turnaje.
Týmy zóny AFC byly rozděleny do dvou zón podle geografických kritérií. Zóna A měla 13 týmů, zóna B 14 celků. V první fázi byly v každé zóně čtyři skupiny po třech, resp. čtyřech týmech. V nich se utkal každý s každým dvoukolově doma a venku. Vítězové skupin se v rámci své zóny utkali vyřazovacím systémem doma a venku o místenku na MS. Z každé ze dvou zón tudíž na MS postoupil jeden tým.

## Zóna A

### První fáze

#### Skupina 1
- Omán se odhlásil.

| Poř. | Tým            | B | Z | V | R | P | VG | IG | +/- |
| ---- | -------------- | - | - | - | - | - | -- | -- | --- |
| 1    | SAE            | 3 | 2 | 1 | 1 | 0 | 1  | 0  | 1   |
| 2    | Saúdská Arábie | 1 | 2 | 0 | 1 | 1 | 0  | 1  | -1  |

| Datum                 | Domácí         | Výsledek | Hosté          |
| --------------------- | -------------- | -------- | -------------- |
| 12. dubna 1985, Rijád | Saúdská Arábie | 0 – 0    | SAE            |
| 19. dubna 1985, Dubaj | SAE            | 1 – 0    | Saúdská Arábie |

Spojené arabské emiráty postoupily do druhé fáze.

#### Skupina 2
| Poř. | Tým       | B | Z | V | R | P | VG | IG | +/- |
| ---- | --------- | - | - | - | - | - | -- | -- | --- |
| 1    | Irák      | 6 | 4 | 3 | 0 | 1 | 7  | 6  | 1   |
| 2    | Katar     | 4 | 4 | 2 | 0 | 2 | 6  | 3  | 3   |
| 3    | Jordánsko | 2 | 4 | 1 | 0 | 3 | 3  | 7  | -4  |

| Datum                   | Domácí    | Výsledek | Hosté     |
| ----------------------- | --------- | -------- | --------- |
| 15. března 1985, Kuvajt | Irák      | 6 – 0    | Libanon   |
| 15. března 1985, Ammán  | Jordánsko | 1 – 0    | Katar     |
| 18. března 1985, Kuvajt | Irák      | 6 – 0    | Libanon   |
| 22. března 1985, Dauhá  | Katar     | 7 – 0    | Libanon   |
| 27. března 1985, Dauhá  | Katar     | 8 – 0    | Libanon   |
| 29. března 1985, Ammán  | Jordánsko | 2 – 3    | Irák      |
| 5. dubna 1985, Dauhá    | Katar     | 3 – 0    | Irák      |
| 12. dubna 1985, Dauhá   | Katar     | 2 – 0    | Jordánsko |
| 19. dubna 1985, Kuvajt  | Irák      | 2 – 0    | Jordánsko |
| 5. května 1985, Kalkata | Irák      | 2 – 1    | Katar     |

Libanon se vzdal účasti. Jeho výsledky byly anulovány.
Irák postoupil do druhé fáze.

#### Skupina 3
| Poř. | Tým           | B | Z | V | R | P | VG | IG | +/- |
| ---- | ------------- | - | - | - | - | - | -- | -- | --- |
| 1    | Sýrie         | 7 | 4 | 3 | 1 | 0 | 5  | 0  | 5   |
| 2    | Kuvajt        | 5 | 4 | 2 | 1 | 1 | 8  | 2  | 6   |
| 3    | Severní Jemen | 0 | 4 | 0 | 0 | 4 | 1  | 12 | -11 |

| Datum                    | Domácí        | Výsledek | Hosté         |
| ------------------------ | ------------- | -------- | ------------- |
| 22. března 1985, Damašek | Sýrie         | 1 – 0    | Kuvajt        |
| 29. března 1985, San’á   | Severní Jemen | 0 – 1    | Sýrie         |
| 5. dubna 1985, Kuvajt    | Kuvajt        | 5 – 0    | Severní Jemen |
| 12. dubna 1985, Kuvajt   | Kuvajt        | 0 – 0    | Sýrie         |
| 19. dubna 1985, Damašek  | Sýrie         | 3 – 0    | Severní Jemen |
| 26. dubna 1985, San’á    | Severní Jemen | 1 – 3    | Kuvajt        |

Sýrie postoupila do druhé fáze.

#### Skupina 4
- Írán odmítl hrát své domácí zápasy na neutrální půdě (Irácko-íránská válka), a tak byl z kvalifikace vyloučen.

| Poř. | Tým         | B | Z | V | R | P | VG | IG | +/- |
| ---- | ----------- | - | - | - | - | - | -- | -- | --- |
| 1    | Bahrajn     | 3 | 2 | 1 | 1 | 0 | 7  | 4  | 3   |
| 2    | Jižní Jemen | 1 | 2 | 0 | 1 | 1 | 4  | 7  | -3  |

| Datum                  | Domácí      | Výsledek | Hosté       |
| ---------------------- | ----------- | -------- | ----------- |
| 29. března 1985, Aden  | Jižní Jemen | 1 – 4    | Bahrajn     |
| 12. dubna 1985, Manama | Bahrajn     | 3 – 3    | Jižní Jemen |

Bahrajn postoupil do druhé fáze.

### Druhá fáze
| Datum                | Domácí | Výsledek | Hosté |
| -------------------- | ------ | -------- | ----- |
| 20. září 1985, Dubaj | SAE    | 2 – 3    | Irák  |
| 27. září 1985, Taif  | Irák   | 1 – 2    | SAE   |

Celkové skóre dvojzápasu bylo 4-4. Irák postoupil do třetí fáze díky více vstřeleným brankám na hřišti soupeře.
| Datum                  | Domácí  | Výsledek | Hosté   |
| ---------------------- | ------- | -------- | ------- |
| 6. září 1985, Manama   | Bahrajn | 1 – 1    | Sýrie   |
| 20. září 1985, Damašek | Sýrie   | 1 – 0    | Bahrajn |

Sýrie postoupila do třetí fáze díky celkovému vítězství 2-1.

### Třetí fáze
| Datum                       | Domácí | Výsledek | Hosté |
| --------------------------- | ------ | -------- | ----- |
| 15. listopadu 1985, Damašek | Sýrie  | 0 – 0    | Irák  |
| 29. listopadu 1985, Taif    | Irák   | 3 – 1    | Sýrie |

Irák zvítězil celkovým skóre 3:1 a postoupil na Mistrovství světa ve fotbale 1986.

## Zóna B

### První fáze

#### Skupina 1
| Poř. | Tým         | B | Z | V | R | P | VG | IG | +/- |
| ---- | ----------- | - | - | - | - | - | -- | -- | --- |
| 1    | Jižní Korea | 6 | 4 | 3 | 0 | 1 | 8  | 1  | 7   |
| 2    | Malajsie    | 5 | 4 | 2 | 1 | 1 | 6  | 2  | 4   |
| 3    | Nepál       | 1 | 4 | 0 | 1 | 3 | 0  | 11 | -11 |

| Datum                         | Domácí      | Výsledek | Hosté       |
| ----------------------------- | ----------- | -------- | ----------- |
| 2. března 1985, Kátmandú      | Nepál       | 0 – 2    | Jižní Korea |
| 10. března 1985, Kuala Lumpur | Malajsie    | 1 – 0    | Jižní Korea |
| 16. března 1985, Kátmandú     | Nepál       | 0 – 0    | Malajsie    |
| 31. března 1985, Kuala Lumpur | Malajsie    | 5 – 0    | Nepál       |
| 6. dubna 1985, Soul           | Jižní Korea | 4 – 0    | Nepál       |
| 19. května 1985, Soul         | Jižní Korea | 2 – 0    | Malajsie    |

Jižní Korea postoupila do druhé fáze.

#### Skupina 2
| Poř. | Tým       | B | Z | V | R | P | VG | IG | +/- |
| ---- | --------- | - | - | - | - | - | -- | -- | --- |
| 1    | Indonésie | 9 | 6 | 4 | 1 | 1 | 8  | 4  | 4   |
| 2    | Indie     | 7 | 6 | 2 | 3 | 1 | 7  | 6  | 1   |
| 3    | Thajsko   | 4 | 6 | 1 | 2 | 3 | 4  | 4  | 0   |
| 4    | Bangladéš | 4 | 6 | 2 | 0 | 4 | 5  | 10 | -5  |

| Datum                    | Domácí    | Výsledek | Hosté     |
| ------------------------ | --------- | -------- | --------- |
| 15. března 1985, Jakarta | Indonésie | 1 – 0    | Thajsko   |
| 18. března 1985, Jakarta | Indonésie | 2 – 0    | Bangladéš |
| 21. března 1985, Jakarta | Indonésie | 2 – 1    | Indie     |
| 23. března 1985, Bangkok | Thajsko   | 3 – 0    | Bangladéš |
| 26. března 1985, Bangkok | Thajsko   | 0 – 0    | Indie     |
| 29. března 1985, Bangkok | Thajsko   | 0 – 1    | Indonésie |
| 30. března 1985, Dháka   | Bangladéš | 1 – 2    | Indie     |
| 2. dubna 1985, Dháka     | Bangladéš | 2 – 1    | Indonésie |
| 5. dubna 1985, Dháka     | Bangladéš | 1 – 0    | Thajsko   |
| 6. dubna 1985, Kalkata   | Indie     | 1 – 1    | Indonésie |
| 9. dubna 1985, Kalkata   | Indie     | 1 – 1    | Thajsko   |
| 12. dubna 1985, Kalkata  | Indie     | 2 – 1    | Bangladéš |

Indonésie postoupila do druhé fáze.

#### Skupina 3
Zápasy mezi Čínou a Brunejí se hrály na neutrální půdě.
| Poř. | Tým      | B  | Z | V | R | P | VG | IG | +/- |
| ---- | -------- | -- | - | - | - | - | -- | -- | --- |
| 1    | Hongkong | 11 | 6 | 5 | 1 | 0 | 19 | 2  | 17  |
| 2    | Čína     | 9  | 6 | 4 | 1 | 1 | 23 | 2  | 21  |
| 3    | Macao    | 4  | 6 | 2 | 0 | 4 | 4  | 15 | -11 |
| 4    | Brunej   | 0  | 6 | 0 | 0 | 6 | 2  | 29 | -27 |

| Datum                               | Domácí   | Výsledek | Hosté    |
| ----------------------------------- | -------- | -------- | -------- |
| 17. února 1985, Macau               | Macao    | 2 – 0    | Brunej   |
| 17. února 1985, Hongkong            | Hongkong | 0 – 0    | Čína     |
| 20. února 1985, Macau               | Macao    | 0 – 4    | Čína     |
| 23. února 1985, Hongkong            | Hongkong | 8 – 0    | Brunej   |
| 26. února 1985, Macau               | Čína     | 8 – 0    | Brunej   |
| 1. března 1985, Hongkong            | Brunej   | 0 – 4    | Čína     |
| 6. dubna 1985, Bandar Seri Begawan  | Brunej   | 1 – 5    | Hongkong |
| 13. dubna 1985, Bandar Seri Begawan | Brunej   | 1 – 2    | Macao    |
| 28. dubna 1985, Macau               | Macao    | 0 – 2    | Hongkong |
| 4. května 1985, Hongkong            | Hongkong | 2 – 0    | Macao    |
| 12. května 1985, Peking             | Čína     | 6 – 0    | Macao    |
| 19. května 1985, Peking             | Čína     | 1 – 2    | Hongkong |

Hongkong postoupil do druhé fáze.

#### Skupina 4
| Poř. | Tým           | B | Z | V | R | P | VG | IG | +/- |
| ---- | ------------- | - | - | - | - | - | -- | -- | --- |
| 1    | Japonsko      | 7 | 4 | 3 | 1 | 0 | 9  | 1  | 8   |
| 2    | Severní Korea | 4 | 4 | 1 | 2 | 1 | 3  | 2  | 1   |
| 3    | Singapur      | 1 | 4 | 0 | 1 | 3 | 2  | 11 | -9  |

| Datum                        | Domácí        | Výsledek | Hosté         |
| ---------------------------- | ------------- | -------- | ------------- |
| 19. ledna 1985, Singapur     | Singapur      | 1 – 1    | Severní Korea |
| 23. února 1985, Singapur     | Singapur      | 1 – 3    | Japonsko      |
| 21. března 1985, Tokio       | Japonsko      | 1 – 0    | Severní Korea |
| 30. dubna 1985, Pchjongjang  | Severní Korea | 0 – 0    | Japonsko      |
| 18. května 1985, Tokio       | Japonsko      | 5 – 0    | Singapur      |
| 25. května 1985, Pchjongjang | Severní Korea | 2 – 0    | Singapur      |

Japonsko postoupilo do druhé fáze.

### Druhá fáze
| Datum                      | Domácí      | Výsledek | Hosté       |
| -------------------------- | ----------- | -------- | ----------- |
| 21. července 1985, Soul    | Jižní Korea | 2 – 0    | Indonésie   |
| 30. července 1985, Jakarta | Indonésie   | 1 – 4    | Jižní Korea |

Jižní Korea postoupila do třetí fáze díky celkovému vítězství 6-1.
| Datum                   | Domácí   | Výsledek | Hosté    |
| ----------------------- | -------- | -------- | -------- |
| 11. srpna 1985, Kobe    | Japonsko | 3 – 0    | Hongkong |
| 22. září 1985, Hongkong | Hongkong | 1 – 2    | Japonsko |

Japonsko postoupilo do třetí fáze díky celkovému vítězství 5-1.

### Třetí fáze
| Datum                   | Domácí      | Výsledek | Hosté       |
| ----------------------- | ----------- | -------- | ----------- |
| 26. října 1985, Tokio   | Japonsko    | 1 – 2    | Jižní Korea |
| 3. listopadu 1985, Soul | Jižní Korea | 1 – 0    | Japonsko    |

Jižní Korea postoupila na Mistrovství světa ve fotbale 1986 díky celkovému vítězství 3-1.